# Чуманов, Семён Акимович
Семён Акимович Чуманов (5 сентября 1924, деревня Халилово (?), БАССР — 2008) — советский нефтяник.

## Биография
Начальник НГДУ «Осинскнефть» (1969—1978); начальник Управления по повышению нефтеотдачи пластов и капитальному ремонту скважин (1978—1983); зам. генерального директора объединения «Пермьнефть» (1983—1985).
Участник Великой Отечественной войны. Имеет боевые награды, орден и медаль СССР.
Начинал карьеру в Ишимбае, где был рабочим НПУ «Ишимбайнефть» (1941). Оттуда призван в действующую армию. В интервью Семён Акимович вспоминал:

Семья у нас была большая, крестьянская. Жили в Башкирии, в деревне Халилово. В 32-м году мы всей семьей переехали в Ишимбай, как говорили тогда, «на нефть». В тридцатых «на нефть» отправляли, как в пятидесятые на целину. Мы, ребятишки, носили в узелках обед отцам на буровые, сами мечтали стать нефтяниками. В августе сорок второго привезли нас, призывников, в Москву. Войну я закончил в звании ефрейтора. Есть и награды: орден «Отечественной войны» I степени, медали «За отвагу», «За оборону Ленинграда». После войны, демобилизовавшись в 47-м году, я все-таки стал нефтяником, как мечтал в юности, работал на нефтедобыче в Башкирии, а потом, не один десяток лет, в Прикамье. — http://army.lv/?s=998&id=2230
Работал также в тресте «Туймазанефть» (1951—1964), «Краснокамскнефть» (1964—1969).
В Память о гендиректоре Пермьнефти проводятся легкоатлетические соревнования.

## Образование
- 1963 Уфимский нефтяной институт